# Rod Roddy
Robert Ray „Rod“ Roddy (28. září 1937, Fort Worth, Texas, USA – 27. října 2003, Los Angeles, Kalifornie, USA) byl americký herec. Byl dlouholetým moderátorem herního pořadu The Price Is Right. Jako herec se představil například ve filmu Posse from Heaven (1985). Daboval jednu z postav animovaného seriálu Garfield a přátelé (1991).
V září 2001 mu byl diagnostikován kolorektální karcinom, ze kterého se po chemoterapiích vyléčil. O rok později se mu rakovina opět vrátila a on se opět vyléčil. V březnu 2003 mu byl nalezen u mužů vzácný karcinom prsu. Zemřel v říjnu 2003 ve věku 66 let.